# Tupi (S-30)
Pour les articles homonymes, voir Tupi.
Le Tupi (pennant number : S-30) est un sous-marin, navire de tête de la classe Tupi de la marine brésilienne. Il a été construit au chantier naval Howaldtswerke-Deutsche Werft à Kiel, en Allemagne, et a été lancé le 28 avril 1987.

## Projet

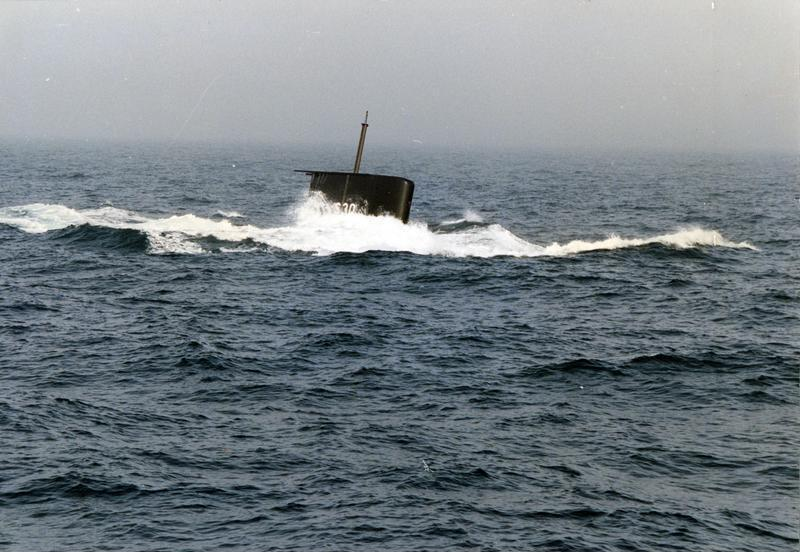
Le Tupi (S-30) en navigation (1988)

C’est le premier sous-marin de la marine brésilienne construit dans le cadre de la stratégie d’acquisition du domaine complet du cycle « Projet, Construction et Réparation » de ces moyens.
Son projet est basé sur le projet allemand type 209, qui est devenu au Brésil la classe Tupi,.

## Nom
Le Tupi est le troisième navire de la marine brésilienne, et le deuxième sous-marin, à porter ce nom en l’honneur de la nation indigène Tupi. Ces personnes habitaient la côte brésilienne de l’État du Rio Grande do Sul, au nord, à l’État de Bahia.
Les autres navires du même nom étaient le croiseur torpilleur Tupy et le sous-marin Tupy, lancé en 1936.